# Стоил войвода
 Тази статия е за българския революционер.  За селото в Югоизточна България вижте Стоил войвода (село).  
Стоил Войвода, чието истинско име е Стоил Иванов Учков, е български революционер. Роден е през 1841 или 1842 г. в село Енджекьой.
През 1864-1873 г. бил овчар в Добруджа. През 1873 г. се завръща в родното си село. Сформира малка хайдушка чета в Башовската гора. От там прави набези към Варна и Балчик. Дружината му се увеличава и той се прехвърля в Котленския балкан. Преоблечени в турски дрехи, а една част от четниците като роби с вързани на гърба ръце, минават през Котел, без никой да открие измамата, и продължават към Сливенския балкан.
През 1875 г. емигрира в Гюргево, Румъния. Там се свързва с революционната емиграция. Определен за помощник-апостол на Иларион Драгостинов и войвода на чета във Втори Сливенски революционен окръг по време на Априлското въстание през 1876 г.
Подпомогнат от Кондьо Кавръков, Михаил Гаджалов и др., изградил лагер в Стара планина в местността Кушбунар, където били пренесени оръжия, боеприпаси и храна, и който трябвало да бъде сборен пункт и изходна база на сформираните чети.
Голяма вреда на движението нанесъл пристигналият от Влашко деец на БРЦК – Петър Топалов, който убеждавал сливенските революционери да изчакат четата на Таньо Стоянов от Влашко. След тази агитация мнозина дейци се отказали от въстание. За да избегнат провал на делото, апостолите Иларион Драгостинов и Георги Обретенов решили да вдигнат бунта незабавно. След избухването на въстанието към четата на Стоил войвода се присъединява четата на Драгостинов и Обретенов. Дружината, към която се включват още въстаници, наброяваща вече 72-ма души, води няколко тежки сражения с турските потери, тръгнали по следите им след падналия сняг.
На 10 май четата води бой при село Нейково (Котленско), където Стоил Войвода е ранен, а знаменосецът Стефан Серткостов е убит. Знамето се поема от Стоил Войвода. Начело на останалите 4-ма въстаници, Стоил Войвода е повторно ранен и остава между селата Близнец и Бинкос, Сливенско. На 13 май в местността Чешме, при село Бинкос е заловен от потеря. Заради невъзможността да върви е обезглавен. Турците занасят главата му набучена на кол в село Близнец.

## Памет
На Стоил войвода е наречена улица в квартал „Подуяне“ в София (Карта).
Ежегодно на лобното място на войводата, източно от с. Близнец, се организира поклонение в негова памет и в памет на четата му.
1. 1 2  Радинска, Валентина. Сборник български войводи.   София, ОФ, 1985. с. 200 – 218.